# Pigloo
Pigloo é um bebé pinguim e personagem principal de um projecto de "Bubblegum Dance Music Franco-Allemand" originalmente baseado em Papa Pingouin que era um dos concorrentes da Eurovisão 1980.
Pigloo foi muito popular na França e foi objecto de um clip vídeo musical para a canção “Papa Pingouin”, cuja canção original fora interpretada em 1980 pelo grupo Sophie & Magaly